# Rudolf Schwarze
Rudolf Schwarze (* 11. Juli 1825 in Prenzlau; † 8. April 1900 in Frankfurt (Oder)) war ein deutscher Gymnasialprofessor und Heimatkundler.
Rudolf Schwarze war Lehrer am Frankfurter Friedrichs-Gymnasium und wurde später Prorektor dieser Schule. Daneben war er Vorsitzender des Historischen Vereins für Heimatkunde. Er veröffentlichte meist in den Mitteilungensheften dieses Vereins und schrieb 47 Artikel für die Allgemeine Deutsche Biographie.
Der Nachlass Rudolf Schwarzes befindet sich im Stadtarchiv Frankfurt (Oder).

## Schriften
- Aus dem Reisejournal des weil. Candidaten der Theologie, spätern Professors und Predigers an der reformierten Kirche zu Frankfurt a. O. Eberhard Heinrich Daniel Stosch, geführt in den Jahren 1740 bis 1742. Frankfurt (Oder) 1867
- Geschichte des Friedrichs-Gymnasiums zu Frankfurt a. O. Frankfurt (Oder) 1869
- Geschichte des ehemaligen städtischen Lyceums zu Frankfurt a. O. von 1328 bis 1813. Frankfurt (Oder) 1873
- Die alten Drucke und Handschriften der Bibliothek des Friedrichs-Gymnasiums zu Frankfurt a. O. Frankfurt (Oder) 1877
- Zur Geschichte der Frankfurter Universität. Frankfurt (Oder) 1885
- Die restaurierten Ölgemälde auf dem Martyrchor in der Marienkirche zu Frankfurt a. O. Frankfurt (Oder) 1895